# Robert McDonald
Robert A. ”Bob” McDonald, född 20 juni 1953 i Gary, Indiana, är en amerikansk politiker och tidigare företagsledare. McDonald var USA:s veteranminister mellan åren 2014 och 2017 i Obamas kabinett.
Tidigare har han bland annat varit styrelseordförande och verkställande direktör för den amerikanska dagligvarujätten Procter & Gamble (2009–2014 respektive 2010–2014). McDonald var koncernens operative chef mellan 2007 och 2009.
Han sitter också i styrelsen för Xerox sedan 2005.

## Inkomster och tillgångar
| År        | Lön ($)   | Bonus ($) | Aktiepost ($) | Övrigt ($) | Totalt ($) | Aktieinnehav1 | Aktievärde (miljn. $) | Källa |
| --------- | --------- | --------- | ------------- | ---------- | ---------- | ------------- | --------------------- | ----- |
| 2012      | 1 600 000 | 2 630 000 |               | 840 000    | 5 070 000  | 0,01 %        | 12,9                  | [ 4 ] |
| 2011      | 1 400 000 | 2 850 000 |               | 2 510 000  | 6 760 000  | 0,01 %        | 12,4                  | [ 5 ] |
| 2010      | 1 800 000 | 3 100 000 |               | 660 000    | 5 560 000  | 0,01 %        | 16,6                  | [ 6 ] |
| 2010–2012 |           |           |               |            | 17 390 000 |               |                       |       |

1 = Aktieinnehav i The Procter & Gamble Company.